# Роджер Еббет має відмовитись від жирного
Роджеру Еббет має відмовитись від жирного (англ. Roger Ebert Should Lay Off the Fatty Foods) - епізод 211 (№ 24) серіалу «South Park», прем'єра якого відбулася 2 вересня 1998 року.

## Сюжет
Третьокласникам набридає, що містер Гаррісон останнім часом не займається на заняттях нічим крім демонстрації їм старого детективного серіалу, записаного на відеокасети з ефіру. Той каже, що, якщо вони незадоволені, він зводить їх в планетарій.  Картман бачить на одній з касет (разом з серіалом був записаний і рекламний блок) анонс конкурсу на участь в рекламі сирних пундиків і вирішує прийняти в ньому участь.
Діти приходять в планетарій. Його власник, доктор Адамс, розповідає їм про переваги «планеарію» (він так називає планетарій «через рідкісну хворобу кісток») і демонструє шоу, під час якого включає механізм так, що він гіпнотично діє на відвідувачів. Це шоу не дивиться тільки Картман - він тікає, щоб взяти участь в першому турі конкурсу на виконання пісні про сирні пундики.
На наступний день дітям, чий розум починає поглинати машина, з незрозумілих причин хочеться піти в планетарій знову. Доктор Адамс на нових сеансах все сильніше впливає на них. У планетарій ходить все більше людей, багато хто вирішує залишитися в планетарії працювати, але  Кайл і  Стен відчувають недобре - адже вони діти і не можуть за власним бажанням добровільно робити що-небудь. Вони перевіряють механізм з планетарію на  Кенні і переконуються в тому, як згубно він діє на людей.
Оскільки всі діти, які брали участь в конкурсі сирних пундиків, йдуть, щоб працювати в планетарії, Картман, якого планувалося визначити на останнє місце, перемагає і знімається в рекламі; він щасливий, що його покажуть по телевізору. Під час повернення з чергового походу в планетарій в шкільному автобусі з'являється хлопчик Ван Гелдер, який втік звідти. За допомогою давньої техніки обміну розуму містер Мекі за сприяння  медсестри Голлум дізнається від нього, в чому справа, і йде в планетарій розбиратися.
Картман чекає, коли рекламу з ним покажуть по телевізору. Однак телевізор ніхто не дивиться - в планетарій пішли працювати всі, включаючи  Барбреді, який уявив себе  Елвісом, і  Шефа. Містер Мекі і медсестра Голлум приходять до лікаря Адамса розібратися; той вирішує влаштувати сеанс промивання мізків і їм. Картман дивиться рекламу зі своєю участю; як з'ясувалося, з усієї пісні в його виконанні в ролику залишилося тільки одне слово «слабкий», але він все одно щасливий. Він приходить в планетарій і, роздратований тим, що Стен і Кайл не дивилися рекламу, ламає проектор; машина що промиває мізки впливає на доктора Адамса, і той втрачає розум, а всі інші повертаються до свого нормального стану. Картман радий - тепер він не тільки персонаж реклами по телевізору, але і рятівник міста.

## Смерть Кенні
Вирішивши перевірити на Кенні дію механізму з планетарію, Стен і Кайл включають «зоряне шоу» на повну потужність; Кенні не витримує, і у нього лопається голова. Вони говорять:
Стен: О боже, ми вбили Кенні! 
 Кайл: Ми - гівнюки! 

## Персонажі
У цьому епізоді вперше з'являється бабуся Картмана.

## Пародії
- Сюжет епізоду є пародією на епізод «Кинджал розуму» з серіалу « Зоряний шлях»; звідти ж взяті імена з'являються тільки в цій серії персонажів. В епізоді присутній ще цілий ряд відсилань до «Зоряному шляху».
- Детективний серіал, який показує дітям містер Гаррісон, -  Barnaby Jones[en] . Це шоу виходило в 1973 - 1980 роках.
- На прослуховуванні Картман співає пісню  Донни Саммер «She Works Hard for the Money[en]». Також під час прослуховування Ерік виконує  місячну ходу  Майкла Джексона.
- Епізод названий на честь  Роджера Еберта, який згадується в серії двічі:
  - Доктор Адамс каже: «Зірки насправді зроблені з гарячого газу, який виходить з рота Роджера Ебетта».
  - На честь Роджера Еберта названо одне із згаданих в серії сузір'їв.
- Постійні нагадування  місіс Картман «Не  колупатися в носі» і реакції на це Картмана взяті з фільму Монті Пайтона «Житіє Брайана».

## Факти
- У цьому епізоді з'являється інопланетянин: його можна помітити серед кнопок на машині в планетарії в самій останній сцені, коли Ліенн робить Еріку зауваження.
- На прослуховуванні один з хлопчиків співає народну дитячу пісню «Bingo».
- Доктор Адамс каже, що «собача зірка» -  Полярна, хоча насправді це Сіріус.
- Під час лазерного шоу доктора Адамса грає пісня «Footloose» Кенні Логгінса.
- Доктор Адамс змушує Барбреді думати, що він - Елвіс; містер МекІ плутає його поведінку з  Чарлтон Хестоном.
- Містер Мекі виліковує Барбреді, кажучи йому: "НТи ж не рок-н-рольний тип, а товстий, тупий, безпорадний, провінційний поліцейський", Фактично описуючи справжнього  Елвіса Преслі.
- Латинська фраза "Me transmitte sursum, Caledoni!", Розташована над входом в планетарій, приблизно перекладається як "Виведи мене, шотландець!", Явно натякаючи на відому фразу "Телепортуй мене, Скотті!" ( "Beam me up, Scotty!") З серіалу  Star Trek.